# Бадага (народ)
Бадага — народ, проживающий на юге Индии в штате Тамилнад. Населяет долину Голубых гор. Численность населения — 170 тысяч человек. Религия — индуизм.

## Язык
Говорят на языке бадага, относящемся к дравидийской семье.

## Быт
Жилище — большой каменный дом, разделённый на две комнаты и кладовые. Большинство бадага — вегетарианцы. Обязательная часть кухни — блюда из картофеля, капусты, крапивы и специй.

## Традиционные занятия
Ручное земледелие и огородничество. Продукцию земледелия выменивают на ремесленные изделия народа кота. Выплачивают 1/6 часть урожая скотоводам тода за землю. Многие бадага работают на плантациях, лесозаготовках и строительстве дорог.

## Традиционная одежда
Для мужчин — набедренные повязки, плащи и тюрбаны из шёлка или хлопка.
Для женщин — хлопчатобумажные косынки, ткани для драпировки груди и бёдер. Обилие различных украшений, в том числе и золотых. Характерны татуировки. Девочкам сбривают волосы на голове, оставляя чуб и прядь на затылке.

## Общество
Бадага делятся на 18 патрилинейных родов, напоминающих касты различными социальными статусами. Брак неолокальный, небольшая семья. Встречается полигиния, распространён левират.

## Культура
Сохранение культа предков. Помимо индуизма, поклоняются древнему божеству Друугу.